# GP2-es versenyzők listája
Ez a lista a GP2-ben legalább egy versenyen elinduló pilóták névsorát tartalmazza. A lista nem tartalmazza a GP2 Asia Series-ben indult versenyzőket, ők egy külön listában szerepelnek.

## Versenyzők szerint
Tartalomjegyzék: A B C D E F G H I J K L M O P Q R S T V Y Z

### A
| Versenyző             | Nemzetiség  | Évek       | Világbajnoki címek | Versenyek (rajtok) | Pole-pozíciók | Győzelmek | Dobogók | Leggyorsabb körök | Pontok |
| --------------------- | ----------- | ---------- | ------------------ | ------------------ | ------------- | --------- | ------- | ----------------- | ------ |
| Daniel Abt            | Németország | 2013–2014  | 0                  | 42                 | 0             | 0         | 0       | 0                 | 38     |
| Filipe Albuquerque    | Portugália  | 2007       | 0                  | 4                  | 0             | 0         | 0       | 0                 | 0      |
| Mihail Aljosin        | Oroszország | 2007, 2011 | 0                  | 12 (10)            | 0             | 0         | 0       | 0                 | 3      |
| Juan Cruz Álvarez     | Argentína   | 2005       | 0                  | 23                 | 0             | 0         | 0       | 0                 | 4,5    |
| Zoël Amberg           | Svájc       | 2015       | 0                  | 10 (6)             | 0             | 0         | 0       | 0                 | 0      |
| Michael Ammermüller   | Németország | 2006–2007  | 0                  | 27                 | 0             | 1         | 3       | 0                 | 26     |
| Vlagyimir Arabadzijev | Bulgária    | 2010       | 0                  | 23                 | 0             | 0         | 0       | 0                 | 2      |
| Philo Paz Armand      | Indonézia   | 2016       | 0                  | 2                  | 0             | 0         | 0       | 0                 | 0      |
| Can Artam             | Törökország | 2005       | 0                  | 23                 | 0             | 0         | 0       | 0                 | 2      |
| Marko Asmer           | Észtország  | 2008       | 0                  | 14 (13)            | 0             | 0         | 0       | 0                 | 0      |

### B
| Versenyző          | Nemzetiség     | Évek            | Világbajnoki címek | Versenyek (rajtok) | Pole-pozíciók | Győzelmek | Dobogók | Leggyorsabb körök | Pontok |
| ------------------ | -------------- | --------------- | ------------------ | ------------------ | ------------- | --------- | ------- | ----------------- | ------ |
| Christian Bakkerud | Dánia          | 2007–2008       | 0                  | 21 (19)            | 0             | 0         | 0       | 0                 | 0      |
| Nathanaël Berthon  | Franciaország  | 2012–2015       | 0                  | 87                 | 0             | 1         | 4       | 2                 | 127    |
| Jules Bianchi      | Franciaország  | 2010–2011       | 0                  | 38 (37)            | 4             | 1         | 10      | 1                 | 105    |
| René Binder        | Ausztria       | 2012–2015       | 0                  | 69 (68)            | 0             | 0         | 0       | 0                 | 14     |
| Sam Bird           | Nagy-Britannia | 2010–2011, 2013 | 0                  | 60 (59)            | 4             | 6         | 14      | 8                 | 274    |
| Gianmaria Bruni    | Olaszország    | 2005–2006       | 0                  | 42                 | 3             | 3         | 4       | 3                 | 68     |
| Sébastien Buemi    | Svájc          | 2007–2008       | 0                  | 31 (30)            | 0             | 2         | 5       | 3                 | 56     |
| Yelmer Buurman     | Hollandia      | 2008            | 0                  | 10                 | 0             | 0         | 1       | 0                 | 5      |

### C
| Versenyző           | Nemzetiség     | Évek            | Világbajnoki címek | Versenyek (rajtok) | Pole-pozíciók | Győzelmek | Dobogók | Leggyorsabb körök | Pontok |
| ------------------- | -------------- | --------------- | ------------------ | ------------------ | ------------- | --------- | ------- | ----------------- | ------ |
| James Calado        | Nagy-Britannia | 2012–2013       | 0                  | 46                 | 2             | 4         | 14      | 3                 | 312    |
| Sergio Campana      | Olaszország    | 2013–2014       | 0                  | 6                  | 0             | 0         | 0       | 0                 | 0      |
| Sergio Canamasas    | Spanyolország  | 2012–2016       | 0                  | 69 (68)            | 0             | 0         | 2       | 0                 | 66     |
| Adam Carroll        | Nagy-Britannia | 2005–2008, 2011 | 0                  | 72                 | 1             | 5         | 14      | 2                 | 129    |
| Kevin Ceccon        | Olaszország    | 2011, 2013      | 0                  | 20 (19)            | 0             | 0         | 1       | 0                 | 28     |
| Johnny Cecotto, Jr. | Venezuela      | 2009–2015       | 0                  | 116 (113)          | 3             | 4         | 8       | 2                 | 291    |
| Karun Chandhok      | India          | 2007–2009       | 0                  | 61 (60)            | 0             | 2         | 5       | 1                 | 55     |
| Max Chilton         | Nagy-Britannia | 2010–2012       | 0                  | 62                 | 2             | 2         | 4       | 0                 | 176    |
| Dani Clos           | Spanyolország  | 2009–2013       | 0                  | 74 (73)            | 1             | 1         | 9       | 3                 | 123    |
| Stefano Coletti     | Monaco         | 2009, 2011–2014 | 0                  | 88 (85)            | 1             | 7         | 15      | 12                | 375    |
| Mike Conway         | Nagy-Britannia | 2007–2008       | 0                  | 43                 | 0             | 1         | 2       | 1                 | 39     |
| Fabrizio Crestani   | Olaszország    | 2010, 2012–2013 | 0                  | 24 (23)            | 0             | 0         | 0       | 0                 | 1      |
| Ma Csing-hua        | Kína           | 2013            | 0                  | 2 (1)              | 0             | 0         | 0       | 0                 | 0      |

### D
| Versenyző         | Nemzetiség       | Évek      | Világbajnoki címek | Versenyek (rajtok) | Pole-pozíciók | Győzelmek | Dobogók | Leggyorsabb körök | Pontok |
| ----------------- | ---------------- | --------- | ------------------ | ------------------ | ------------- | --------- | ------- | ----------------- | ------ |
| Conor Daly        | Egyesült Államok | 2013–2014 | 0                  | 20                 | 0             | 0         | 0       | 0                 | 4      |
| Jérôme d’Ambrosio | Belgium          | 2008–2010 | 0                  | 58                 | 1             | 1         | 7       | 0                 | 71     |
| Daniël de Jong    | Hollandia        | 2012–2016 | 0                  | 71 (70)            | 0             | 0         | 0       | 0                 | 6      |
| Lucas di Grassi   | Brazília         | 2006–2009 | 0                  | 75 (73)            | 1             | 5         | 21      | 5                 | 211    |
| Tom Dillmann      | Franciaország    | 2012–2014 | 0                  | 44 (43)            | 1             | 1         | 4       | 3                 | 135    |

### E
| Versenyző       | Nemzetiség | Évek      | Világbajnoki címek | Versenyek (rajtok) | Pole-pozíciók | Győzelmek | Dobogók | Leggyorsabb körök | Pontok |
| --------------- | ---------- | --------- | ------------------ | ------------------ | ------------- | --------- | ------- | ----------------- | ------ |
| Tio Ellinas     | Ciprus     | 2014      | 0                  | 8                  | 0             | 0         | 0       | 0                 | 7      |
| Marcus Ericsson | Svédország | 2010–2013 | 0                  | 84                 | 2             | 3         | 13      | 4                 | 281    |
| Jimmy Eriksson  | Svédország | 2016      | 0                  | 2                  | 0             | 0         | 0       | 0                 | 0      |
| Mitch Evans     | Új-Zéland  | 2013–2016 | 0                  | 67 (65)            | 0             | 4         | 17      | 3                 | 363    |

### F
| Versenyző    | Nemzetiség  | Évek            | Világbajnoki címek | Versenyek (rajtok) | Pole-pozíciók | Győzelmek | Dobogók | Leggyorsabb körök | Pontok |
| ------------ | ----------- | --------------- | ------------------ | ------------------ | ------------- | --------- | ------- | ----------------- | ------ |
| Fairuz Fauzy | Malajzia    | 2005–2006, 2011 | 0                  | 62 (61)            | 0             | 0         | 0       | 0                 | 5      |
| Luca Filippi | Olaszország | 2006–2012       | 0                  | 111 (110)          | 3             | 6         | 17      | 9                 | 198    |
| Robin Frijns | Hollandia   | 2013            | 0                  | 12                 | 0             | 1         | 2       | 0                 | 47     |

### G
| Versenyző          | Nemzetiség    | Évek      | Világbajnoki címek | Versenyek (rajtok) | Pole-pozíciók | Győzelmek | Dobogók | Leggyorsabb körök | Pontok |
| ------------------ | ------------- | --------- | ------------------ | ------------------ | ------------- | --------- | ------- | ----------------- | ------ |
| Borja García       | Spanyolország | 2005–2007 | 0                  | 43                 | 0             | 0         | 2       | 0                 | 45,5   |
| Pierre Gasly       | Franciaország | 2014–2016 | 0                  | 29                 | 4             | 0         | 6       | 2                 | 137    |
| Sean Gelael        | Indonézia     | 2015–2016 | 0                  | 11                 | 0             | 0         | 0       | 0                 | 0      |
| Luca Ghiotto       | Olaszország   | 2016      | 0                  | 2                  | 0             | 0         | 0       | 0                 | 0      |
| Vittorio Ghirelli  | Olaszország   | 2013      | 0                  | 10                 | 0             | 0         | 0       | 0                 | 1      |
| Kevin Giovesi      | Olaszország   | 2013–2013 | 0                  | 10                 | 0             | 0         | 0       | 0                 | 1      |
| Antonio Giovinazzi | Olaszország   | 2016      | 0                  | 2                  | 0             | 0         | 0       | 0                 | 0      |
| Timo Glock         | Németország   | 2006–2007 | 1 (2007)           | 42 (41)            | 4             | 7         | 15      | 5                 | 146    |
| Tristan Gommendy   | Franciaország | 2006      | 0                  | 9                  | 0             | 0         | 0       | 0                 | 6      |
| Rodolfo González   | Venezuela     | 2009–2012 | 0                  | 62                 | 0             | 0         | 0       | 0                 | 10     |
| Romain Grosjean    | Franciaország | 2008–2011 | 1 (2011)           | 58                 | 5             | 9         | 21      | 10                | 210    |
| Victor Guerin      | Brazília      | 2012      | 0                  | 18 (17)            | 0             | 0         | 0       | 0                 | 0      |
| Esteban Gutiérrez  | Mexikó        | 2011–2012 | 0                  | 44 (43)            | 0             | 4         | 8       | 6                 | 191    |

### H
| Versenyző        | Nemzetiség     | Évek      | Világbajnoki címek | Versenyek (rajtok) | Pole-pozíciók | Győzelmek | Dobogók | Leggyorsabb körök | Pontok |
| ---------------- | -------------- | --------- | ------------------ | ------------------ | ------------- | --------- | ------- | ----------------- | ------ |
| Lewis Hamilton   | Nagy-Britannia | 2006      | 1 (2006)           | 21                 | 1             | 5         | 14      | 7                 | 114    |
| Ben Hanley       | Nagy-Britannia | 2008      | 0                  | 8                  | 0             | 0         | 0       | 0                 | 1      |
| Brendon Hartley  | Új-Zéland      | 2010–2012 | 0                  | 12                 | 0             | 0         | 0       | 0                 | 6      |
| Rio Haryanto     | Indonézia      | 2012–2015 | 0                  | 87                 | 1             | 3         | 7       | 2                 | 226    |
| Michael Herck    | Románia        | 2008–2011 | 0                  | 72 (70)            | 0             | 0         | 1       | 0                 | 13     |
| Sergio Hernández | Spanyolország  | 2005–2007 | 0                  | 45 (44)            | 0             | 0         | 0       | 0                 | 4      |
| Josimoto Hiroki  | Japán          | 2005–2006 | 0                  | 44 (41)            | 0             | 0         | 2       | 1                 | 26     |
| Nico Hülkenberg  | Németország    | 2009      | 1 (2009)           | 20                 | 3             | 5         | 10      | 6                 | 100    |

### I
| Versenyző        | Nemzetiség | Évek | Világbajnoki címek | Versenyek (rajtok) | Pole-pozíciók | Győzelmek | Dobogók | Leggyorsabb körök | Pontok |
| ---------------- | ---------- | ---- | ------------------ | ------------------ | ------------- | --------- | ------- | ----------------- | ------ |
| Carlos Iaconelli | Brazília   | 2008 | 0                  | 14 (13)            | 0             | 0         | 0       | 0                 | 0      |

### J
| Versenyző       | Nemzetiség     | Évek      | Világbajnoki címek | Versenyek (rajtok) | Pole-pozíciók | Győzelmek | Dobogók | Leggyorsabb körök | Pontok |
| --------------- | -------------- | --------- | ------------------ | ------------------ | ------------- | --------- | ------- | ----------------- | ------ |
| James Jakes     | Nagy-Britannia | 2010      | 0                  | 2                  | 0             | 0         | 0       | 0                 | 0      |
| Neel Jani       | Svájc          | 2005–2006 | 0                  | 27                 | 1             | 2         | 2       | 0                 | 48     |
| Axcil Jefferies | Zimbabwe       | 2014      | 0                  | 2                  | 0             | 0         | 0       | 0                 | 0      |
| Nabil Jeffri    | Malajzia       | 2016      | 0                  | 2                  | 0             | 0         | 0       | 0                 | 0      |
| Sérgio Jimenez  | Brazília       | 2007      | 0                  | 5                  | 0             | 0         | 0       | 0                 | 4      |

### K
| Versenyző         | Nemzetiség     | Évek      | Világbajnoki címek | Versenyek (rajtok) | Pole-pozíciók | Győzelmek | Dobogók | Leggyorsabb körök | Pontok |
| ----------------- | -------------- | --------- | ------------------ | ------------------ | ------------- | --------- | ------- | ----------------- | ------ |
| Kobajasi Kamui    | Japán          | 2008–2009 | 0                  | 36                 | 0             | 1         | 2       | 2                 | 23     |
| Henri Karjalainen | Finnország     | 2007      | 0                  | 2                  | 0             | 0         | 0       | 0                 | 0      |
| Nakadzsima Kazuki | Japán          | 2007      | 0                  | 21                 | 1             | 0         | 6       | 3                 | 44     |
| Szató Kimija      | Japán          | 2014      | 0                  | 20                 | 0             | 0         | 0       | 0                 | 2      |
| Jordan King       | Nagy-Britannia | 2015–2016 | 0                  | 23                 | 0             | 0         | 2       | 1                 | 76     |
| Marvin Kirchhöfer | Németország    | 2016      | 0                  | 2                  | 0             | 0         | 0       | 0                 | 0      |
| Hirate Kohei      | Japán          | 2007      | 0                  | 21                 | 0             | 0         | 1       | 0                 | 9      |
| Heikki Kovalainen | Finnország     | 2005      | 0                  | 23                 | 2             | 5         | 12      | 1                 | 105    |
| Josef Král        | Csehország     | 2010–2012 | 0                  | 48                 | 0             | 1         | 3       | 0                 | 45     |

### L
| Versenyző        | Nemzetiség              | Évek      | Világbajnoki címek | Versenyek (rajtok) | Pole-pozíciók | Győzelmek | Dobogók | Leggyorsabb körök | Pontok |
| ---------------- | ----------------------- | --------- | ------------------ | ------------------ | ------------- | --------- | ------- | ----------------- | ------ |
| Jon Lancaster    | Nagy-Britannia          | 2012–2015 | 0                  | 34                 | 0             | 2         | 3       | 2                 | 79     |
| Nicolas Lapierre | Franciaország           | 2005–2006 | 0                  | 61 (58)            | 2             | 2         | 6       | 4                 | 76     |
| Nicholas Latifi  | Kanada                  | 2014–2016 | 0                  | 11                 | 0             | 0         | 1       | 0                 | 20     |
| Mathias Lauda    | Ausztria                | 2005      | 0                  | 23                 | 0             | 0         | 0       | 0                 | 3      |
| Julián Leal      | Olaszország/ · Kolumbia | 2011–2015 | 0                  | 102                | 0             | 0         | 4       | 1                 | 178    |
| Fabio Leimer     | Svájc                   | 2010–2013 | 1 (2013)           | 82 (81)            | 2             | 5         | 15      | 5                 | 383    |
| Federico Leo     | Olaszország             | 2010      | 0                  | 2                  | 0             | 0         | 0       | 0                 | 0      |
| José María López | Argentína               | 2005–2006 | 0                  | 44 (43)            | 1             | 1         | 6       | 1                 | 66     |
| Alex Lynn        | Nagy-Britannia          | 2015–2016 | 0                  | 23                 | 2             | 3         | 5       | 3                 | 133    |

### M
| Versenyző           | Nemzetiség     | Évek      | Világbajnoki címek | Versenyek (rajtok) | Pole-pozíciók | Győzelmek | Dobogók | Leggyorsabb körök | Pontok |
| ------------------- | -------------- | --------- | ------------------ | ------------------ | ------------- | --------- | ------- | ----------------- | ------ |
| Pastor Maldonado    | Venezuela      | 2007–2010 | 1 (2010)           | 73 (72)            | 3             | 10        | 18      | 10                | 208    |
| Gustav Malja        | Svédország     | 2015–2016 | 0                  | 4                  | 0             | 0         | 0       | 0                 | 3      |
| Raffaele Marciello  | Olaszország    | 2014–2016 | 0                  | 45                 | 1             | 1         | 8       | 1                 | 194    |
| Jann Mardenborough  | Nagy-Britannia | 2015      | 0                  | 2                  | 0             | 0         | 0       | 0                 | 0      |
| Artyom Markelov     | Oroszország    | 2014–2016 | 0                  | 42                 | 0             | 0         | 1       | 0                 | 73     |
| Marcos Martínez     | Spanyolország  | 2007      | 0                  | 9 (8)              | 0             | 0         | 0       | 0                 | 5      |
| Nigel Melker        | Hollandia      | 2012      | 0                  | 24 (23)            | 0             | 0         | 0       | 0                 | 25     |
| Kevin Mirocha       | Németország    | 2011      | 0                  | 14 (12)            | 0             | 0         | 0       | 0                 | 0      |
| Giorgio Mondini     | Svájc          | 2005      | 0                  | 10                 | 0             | 0         | 0       | 0                 | 0      |
| Fernando Monfardini | Olaszország    | 2005–2006 | 0                  | 41 (40)            | 0             | 0         | 0       | 0                 | 11     |
| Edoardo Mortara     | Olaszország    | 2009      | 0                  | 20                 | 0             | 1         | 1       | 2                 | 19     |

### N
| Versenyző           | Nemzetiség    | Évek      | Világbajnoki címek | Versenyek (rajtok) | Pole-pozíciók | Győzelmek | Dobogók | Leggyorsabb körök | Pontok |
| ------------------- | ------------- | --------- | ------------------ | ------------------ | ------------- | --------- | ------- | ----------------- | ------ |
| Felipe Nasr         | Brazília      | 2012–2014 | 0                  | 68                 | 1             | 4         | 20      | 2                 | 474    |
| Norman Nato         | Franciaország | 2015–2016 | 0                  | 23                 | 0             | 1         | 1       | 2                 | 47     |
| Alexandre Negrão    | Brazília      | 2005–2007 | 0                  | 65 (64)            | 0             | 0         | 1       | 1                 | 25     |
| André Negrão        | Brazília      | 2014–2015 | 0                  | 41                 | 0             | 0         | 0       | 0                 | 36     |
| Patric Niederhauser | Svájc         | 2015      | 0                  | 2                  | 0             | 0         | 0       | 0                 | 0      |
| Markus Niamelä      | Finnország    | 2007      | 0                  | 7                  | 0             | 0         | 0       | 0                 | 0      |
| Macusita Nobuharu   | Japán         | 2015–2016 | 0                  | 23                 | 0             | 1         | 3       | 1                 | 69,5   |
| Paolo Nocera        | Olaszország   | 2008      | 0                  | 2                  | 0             | 0         | 0       | 0                 | 0      |
| Diego Nunes         | Brazília      | 2008–2009 | 0                  | 23                 | 0             | 0         | 0       | 0                 | 2      |

### O
| Versenyző   | Nemzetiség  | Évek | Világbajnoki címek | Versenyek (rajtok) | Pole-pozíciók | Győzelmek | Dobogók | Leggyorsabb körök | Pontok |
| ----------- | ----------- | ---- | ------------------ | ------------------ | ------------- | --------- | ------- | ----------------- | ------ |
| Fabio Onidi | Olaszország | 2012 | 0                  | 24                 | 0             | 0         | 0       | 0                 | 13     |

### P
| Versenyző          | Nemzetiség     | Évek       | Világbajnoki címek | Versenyek (rajtok) | Pole-pozíciók | Győzelmek | Dobogók | Leggyorsabb körök | Pontok |
| ------------------ | -------------- | ---------- | ------------------ | ------------------ | ------------- | --------- | ------- | ----------------- | ------ |
| Jolyon Palmer      | Nagy-Britannia | 2011–2014  | 1 (2014)           | 86 (84)            | 4             | 7         | 19      | 9                 | 473    |
| Giorgio Pantano    | Olaszország    | 2005–2008  | 1 (2008)           | 79 (77)            | 6             | 9         | 23      | 5                 | 228    |
| Nelson Panciatici  | Franciaország  | 2009       | 0                  | 16                 | 0             | 0         | 0       | 0                 | 0      |
| Álvaro Parente     | Portugália     | 2008–2011  | 0                  | 56                 | 1             | 2         | 9       | 2                 | 85     |
| Miloš Pavlović     | Szerbia        | 2008       | 0                  | 5 (3)              | 0             | 0         | 0       | 0                 | 0      |
| Franck Perera      | Franciaország  | 2006, 2009 | 0                  | 29 (26)            | 0             | 0         | 1       | 0                 | 8      |
| Sergio Pérez       | Mexikó         | 2009–2010  | 0                  | 40                 | 1             | 5         | 9       | 6                 | 93     |
| Vitalij Petrov     | Oroszország    | 2006–2009  | 0                  | 69                 | 2             | 4         | 11      | 2                 | 136    |
| Arthur Pic         | Franciaország  | 2014–2016  | 0                  | 45                 | 0             | 1         | 5       | 1                 | 184    |
| Charles Pic        | Franciaország  | 2010–2011  | 0                  | 38 (37)            | 4             | 3         | 8       | 0                 | 80     |
| Clivio Piccione    | Monaco         | 2005–2006  | 0                  | 44                 | 0             | 1         | 3       | 1                 | 32     |
| Nelson Piquet, Jr. | Brazília       | 2005–2006  | 0                  | 44 (43)            | 6             | 5         | 13      | 3                 | 148    |
| Edoardo Piscopo    | Olaszország    | 2010       | 0                  | 2                  | 0             | 0         | 0       | 0                 | 2      |
| Antônio Pizzonia   | Brazília       | 2007       | 0                  | 5                  | 0             | 0         | 0       | 0                 | 1      |
| Oliver Pla         | Franciaország  | 2005–2007  | 0                  | 36 (35)            | 0             | 2         | 2       | 1                 | 20     |
| Félix Porteiro     | Spanyolország  | 2006       | 0                  | 21                 | 0             | 0         | 0       | 0                 | 5      |
| Alexandre Prémat   | Franciaország  | 2005–2006  | 0                  | 44                 | 1             | 3         | 15      | 5                 | 133    |
| Marcello Puglisi   | Olaszország    | 2008       | 0                  | 2                  | 0             | 0         | 0       | 0                 | 0      |

### Q
| Versenyző           | Nemzetiség     | Évek      | Világbajnoki címek | Versenyek (rajtok) | Pole-pozíciók | Győzelmek | Dobogók | Leggyorsabb körök | Pontok |
| ------------------- | -------------- | --------- | ------------------ | ------------------ | ------------- | --------- | ------- | ----------------- | ------ |
| Adrian Quaife-Hobbs | Nagy-Britannia | 2013–2014 | 0                  | 40                 | 0             | 1         | 4       | 0                 | 86     |

### R
| Versenyző          | Nemzetiség       | Évek       | Világbajnoki címek | Versenyek (rajtok) | Pole-pozíciók | Győzelmek | Dobogók | Leggyorsabb körök | Pontok |
| ------------------ | ---------------- | ---------- | ------------------ | ------------------ | ------------- | --------- | ------- | ----------------- | ------ |
| Gianmarco Raimondo | Kanada           | 2013       | 0                  | 4                  | 0             | 0         | 0       | 0                 | 0      |
| Luiz Razia         | Brazília         | 2009–2012  | 0                  | 80                 | 1             | 5         | 15      | 4                 | 277    |
| Facu Regalia       | Argentína        | 2014       | 0                  | 8                  | 0             | 0         | 0       | 0                 | 0      |
| Giacomo Ricci      | Olaszország      | 2008–2010  | 0                  | 26 (25)            | 0             | 1         | 2       | 1                 | 16     |
| Stéphane Richelmi  | Monaco           | 2011–2014  | 0                  | 72                 | 2             | 1         | 4       | 0                 | 201    |
| Davide Rigon       | Olaszország      | 2009, 2011 | 0                  | 20                 | 0             | 0         | 0       | 0                 | 3      |
| Ricardo Risatti    | Argentína        | 2007       | 0                  | 6                  | 0             | 0         | 0       | 0                 | 1      |
| Roldán Rodriguez   | Spanyolország    | 2007–2009  | 0                  | 61                 | 0             | 0         | 4       | 1                 | 53     |
| Nico Rosberg       | Németország      | 2005       | 1 (2005)           | 23                 | 4             | 5         | 12      | 5                 | 120    |
| Jake Rosenzweig    | Egyesült Államok | 2012–2013  | 0                  | 26                 | 0             | 0         | 0       | 0                 | 0      |
| Alexander Rossi    | Egyesült Államok | 2013–2015  | 0                  | 53                 | 2             | 4         | 11      | 0                 | 285,5  |
| Oliver Rowland     | Nagy-Britannia   | 2015–2016  | 0                  | 9                  | 0             | 0         | 0       | 0                 | 8      |

### S
| Versenyző           | Nemzetiség       | Évek      | Világbajnoki címek | Versenyek (rajtok) | Pole-pozíciók | Győzelmek | Dobogók | Leggyorsabb körök | Pontok |
| ------------------- | ---------------- | --------- | ------------------ | ------------------ | ------------- | --------- | ------- | ----------------- | ------ |
| Bruno Senna         | Brazília         | 2007–2008 | 0                  | 41                 | 3             | 3         | 9       | 1                 | 98     |
| Giancarlo Serenelli | Venezuela        | 2012      | 0                  | 18                 | 0             | 0         | 0       | 0                 | 0      |
| Ryan Sharp          | Nagy-Britannia   | 2005      | 0                  | 13                 | 0             | 0         | 0       | 1                 | 2      |
| Marco Sørensen      | Dánia            | 2014–2015 | 0                  | 22                 | 0             | 1         | 1       | 0                 | 47     |
| Andy Soucek         | Spanyolország    | 2007–2008 | 0                  | 39                 | 0             | 0         | 3       | 0                 | 29     |
| Scott Speed         | Egyesült Államok | 2005      | 0                  | 23                 | 1             | 0         | 5       | 5                 | 67,5   |
| Richie Stanaway     | Új-Zéland        | 2015      | 0                  | 18                 | 0             | 2         | 2       | 0                 | 60     |
| Marlon Stöckinger   | Fülöp-szigetek   | 2015      | 0                  | 21                 | 0             | 0         | 0       | 0                 | 0      |
| Dean Stoneman       | Nagy-Britannia   | 2015      | 0                  | 5                  | 0             | 0         | 0       | 0                 | 1      |
| Jamamoto Szakon     | Japán            | 2007–2008 | 0                  | 21                 | 0             | 0         | 0       | 0                 | 3      |
| Szergej Szirotkin   | Oroszország      | 2015–2016 | 0                  | 23                 | 1             | 1         | 5       | 1                 | 139    |

### T
| Versenyző         | Nemzetiség     | Évek            | Világbajnoki címek | Versenyek (rajtok) | Pole-pozíciók | Győzelmek | Dobogók | Leggyorsabb körök | Pontok |
| ----------------- | -------------- | --------------- | ------------------ | ------------------ | ------------- | --------- | ------- | ----------------- | ------ |
| Jason Tahincioğlu | Törökország    | 2006–2007       | 0                  | 42 (40)            | 0             | 0         | 0       | 0                 | 0      |
| Izava Takuja      | Japán          | 2014            | 0                  | 22                 | 0             | 0         | 1       | 0                 | 26     |
| Ricardo Teixeira  | Portugália     | 2009, 2012–2013 | 0                  | 46 (44)            | 0             | 0         | 0       | 0                 | 0      |
| Simon Trummer     | Svájc          | 2012–2015       | 0                  | 72                 | 0             | 0         | 1       | 0                 | 50     |
| Ho-Pin Tung       | Kína           | 2007–2008, 2010 | 0                  | 55 (54)            | 0             | 0         | 1       | 0                 | 11     |
| Oliver Turvey     | Nagy-Britannia | 2010–2011       | 0                  | 22                 | 1             | 0         | 4       | 0                 | 47     |

### V
| Versenyző           | Nemzetiség    | Évek       | Világbajnoki címek | Versenyek (rajtok) | Pole-pozíciók | Győzelmek | Dobogók | Leggyorsabb körök | Pontok |
| ------------------- | ------------- | ---------- | ------------------ | ------------------ | ------------- | --------- | ------- | ----------------- | ------ |
| Alberto Valerio     | Brazília      | 2008–2010  | 0                  | 54 (53)            | 0             | 1         | 1       | 0                 | 20     |
| Adrián Vallés       | Spanyolország | 2006–2008  | 0                  | 39                 | 0             | 0         | 1       | 3                 | 12     |
| Davide Valsecchi    | Olaszország   | 2008–2012  | 1 (2012            | 97 (96)            | 3             | 7         | 18      | 6                 | 331    |
| Meindert van Buuren | Hollandia     | 2015       | 0                  | 2 (1)              | 0             | 0         | 0       | 0                 | 0      |
| Giedo van der Garde | Hollandia     | 2009–2012  | 0                  | 82                 | 3             | 5         | 17      | 3                 | 292    |
| Stoffel Vandoorne   | Belgium       | 2014–2015  | 1 (2015)           | 43                 | 9             | 11        | 26      | 10                | 570,5  |
| Pål Varhaug         | Norvégia      | 2011, 2013 | 0                  | 22                 | 0             | 0         | 0       | 0                 | 0      |
| Christian Vietoris  | Németország   | 2010–2011  | 0                  | 32 (31)            | 1             | 3         | 6       | 2                 | 64     |
| Toni Vilander       | Finnország    | 2005       | 0                  | 4                  | 0             | 0         | 0       | 0                 | 0      |
| Javier Villa        | Spanyolország | 2006–2009  | 0                  | 82 (81)            | 0             | 3         | 8       | 0                 | 77     |
| Ernesto Viso        | Venezuela     | 2005–2007  | 0                  | 47 (46)            | 0             | 2         | 6       | 2                 | 63     |
| Robert Vișoiu       | Románia       | 2015       | 0                  | 18                 | 0             | 0         | 0       | 1                 | 20     |

### Y
| Versenyző    | Nemzetiség     | Évek | Világbajnoki címek | Versenyek (rajtok) | Pole-pozíciók | Győzelmek | Dobogók | Leggyorsabb körök | Pontok |
| ------------ | -------------- | ---- | ------------------ | ------------------ | ------------- | --------- | ------- | ----------------- | ------ |
| Nick Yelloly | Nagy-Britannia | 2015 | 0                  | 12                 | 0             | 0         | 0       | 1                 | 19     |

### Z
| Versenyző     | Nemzetiség              | Évek       | Világbajnoki címek | Versenyek (rajtok) | Pole-pozíciók | Győzelmek | Dobogók | Leggyorsabb körök | Pontok |
| ------------- | ----------------------- | ---------- | ------------------ | ------------------ | ------------- | --------- | ------- | ----------------- | ------ |
| Adrian Zaugg  | Dél-afrikai Köztársaság | 2007, 2010 | 0                  | 39 (38)            | 0             | 0         | 1       | 0                 | 19     |
| Andreas Zuber | Egyesült Arab Emírségek | 2006–2009  | 0                  | 80                 | 1             | 2         | 11      | 5                 | 95     |

## Országok szerint
| Ország                  | Összes versenyző | Bajnokok                       | Bajnoki címek        | Jelenlegi versenyző(k) száma 2016. május 8. | Első versenyző(k)                                            | Utolsó/Jelenlegi versenyző(k) 2016. május 8.              |
| ----------------------- | ---------------- | ------------------------------ | -------------------- | ------------------------------------------- | ------------------------------------------------------------ | --------------------------------------------------------- |
| Argentína               | 4                | 0                              | 0                    | 0                                           | Juan Cruz Alvarez José María López (2005)                    | Facu Regalia (2014)                                       |
| Ausztria                | 2                | 0                              | 0                    | 0                                           | Mathias Lauda (2005)                                         | René Binder (2015)                                        |
| Belgium                 | 2                | 1 (Vandoorne)                  | 1 (2015)             | 0                                           | Jérôme d’Ambrosio (2008)                                     | Stoffel Vandoorne (2015)                                  |
| Brazília                | 13               | 0                              | 0                    | 0                                           | Alexandre Negrão Nelson Angelo Piquet (2005)                 | André Negrão (2015)                                       |
| Bulgária                | 1                | 0                              | 0                    | 0                                           | Vlagyimir Arabadzijev (2010)                                 | Vlagyimir Arabadzijev (2010)                              |
| Ciprus                  | 1                | 0                              | 0                    | 0                                           | Tio Ellinas (2014)                                           | Tio Ellinas (2014)                                        |
| Csehország              | 1                | 0                              | 0                    | 0                                           | Josef Král (2010)                                            | Josef Král (2012)                                         |
| Dánia                   | 2                | 0                              | 0                    | 0                                           | Christian Bakkerud (2007)                                    | Marco Sørensen (2015)                                     |
| Dél-afrikai Köztársaság | 1                | 0                              | 0                    | 0                                           | Adrian Zaugg (2007)                                          | Adrian Zaugg (2007)                                       |
| Egyesült Államok        | 4                | 0                              | 0                    | 0                                           | Scott Speed (2005)                                           | Alexander Rossi (2015)                                    |
| Egyesült Arab Emírségek | 1                | 0                              | 0                    | 0                                           | Andreas Zuber (2006)                                         | Andreas Zuber (2009)                                      |
| Egyesült Királyság      | 19               | 2 (Hamilton Palmer)            | 2 (2006, 2014)       | 3                                           | Adam Carroll Ryan Sharp (2005)                               | Jordan King Alex Lynn Oliver Rowland (2016)               |
| Észtország              | 1                | 0                              | 0                    | 0                                           | Marko Asmer (2008)                                           | Marko Asmer (2008)                                        |
| Finnország              | 4                | 0                              | 0                    | 0                                           | Heikki Kovalainen (2005)                                     | Markus Niemelä (2007)                                     |
| Franciaország           | 14               | 1 (Grosjean)                   | 1 (2011)             | 3                                           | Nicolas Lapierre Oliver Pla Alexandre Prémat (2005)          | Pierre Gasly Norman Nato Arthur Pic (2016)                |
| Fülöp-szigetek          | 1                | 0                              | 0                    | 0                                           | Marlon Stöckinger (2015)                                     | Marlon Stöckinger (2015)                                  |
| Hollandia               | 6                | 0                              | 0                    | 1                                           | Yelmer Buurman (2008)                                        | Daniël de Jong (2016)                                     |
| India                   | 1                | 0                              | 0                    | 0                                           | Karun Chandhok (2007)                                        | Karun Chandhok (2009)                                     |
| Indonézia               | 3                | 0                              | 0                    | 2                                           | Rio Haryanto (2012)                                          | Philo Paz Armand Sean Gelael (2016)                       |
| Japán                   | 8                | 0                              | 0                    | 1                                           | Josimoto Hiroki (2005)                                       | Macusita Nobuharu (2016)                                  |
| Kanada                  | 2                | 0                              | 0                    | 1                                           | Gianmarco Raimondo (2013)                                    | Nicholas Latifi (2016)                                    |
| Kína                    | 2                | 0                              | 0                    | 0                                           | Ho-Pin Tung (2007)                                           | Ma Csing-hua (2013)                                       |
| Kolumbia                | 1                | 0                              | 0                    | 0                                           | Julián Leal (2013)                                           | Julián Leal (2015)                                        |
| Malajzia                | 2                | 0                              | 0                    | 1                                           | Fairuz Fauzy (2005)                                          | Nabil Jeffri (2016)                                       |
| Mexikó                  | 2                | 0                              | 0                    | 0                                           | Sergio Pérez (2009)                                          | Esteban Gutiérrez (2012)                                  |
| Monaco                  | 3                | 0                              | 0                    | 0                                           | Clivio Piccione (2005)                                       | Stefano Coletti Stéphane Richelmi (2014)                  |
| Németország             | 8                | 3 (Rosberg, Glock, Hülkenberg) | 3 (2005, 2007, 2009) | 1                                           | Nico Rosberg (2005)                                          | Marvin Kirchhöfer (2016)                                  |
| Norvégia                | 1                | 0                              | 0                    | 0                                           | Pål Varhaug (2011)                                           | Pål Varhaug (2013)                                        |
| Olaszország             | 22               | 2 (Pantano, Valsecchi)         | 2 (2008, 2012)       | 3                                           | Gianmaria Bruni Ferdinando Monfardini Giorgio Pantano (2005) | Luca Ghiotto Antonio Giovinazzi Raffaele Marciello (2016) |
| Oroszország             | 4                | 0                              | 0                    | 2                                           | Vitalij Petrov (2006)                                        | Artyom Markelov Szergej Szirotkin (2016)                  |
| Portugália              | 3                | 0                              | 0                    | 0                                           | Filipe Albuquerque (2007)                                    | Ricardo Teixeira (2013)                                   |
| Románia                 | 2                | 0                              | 0                    | 0                                           | Michael Herck (2008)                                         | Robert Vișoiu (2015)                                      |
| Svédország              | 3                | 0                              | 0                    | 2                                           | Marcus Ericsson (2010)                                       | Gustav Malja Jimmy Eriksson (2016)                        |
| Spanyolország           | 10               | 0                              | 0                    | 0                                           | Borja García Sergio Hernández (2005)                         | Sergio Canamasas (2015)                                   |
| Svájc                   | 7                | 1 (Leimer)                     | 1 (2013)             | 0                                           | Neel Jani (2005)                                             | Patric Niederhauser Simon Trummer (2015)                  |
| Szerbia                 | 1                | 0                              | 0                    | 0                                           | Miloš Pavlović (2008)                                        | Miloš Pavlović (2008)                                     |
| Törökország             | 2                | 0                              | 0                    | 0                                           | Can Artam (2005)                                             | Jason Tahincioglu (2007)                                  |
| Új-Zéland               | 3                | 0                              | 0                    | 1                                           | Brendon Hartley (2010)                                       | Mitch Evans (2016)                                        |
| Venezuela               | 5                | 1 (Maldonado)                  | 1 (2010)             | 0                                           | Ernesto Viso (2005)                                          | Johnny Cecotto, Jr. (2015)                                |
| Zimbabwe                | 1                | 0                              | 0                    | 0                                           | Axcil Jefferies (2014)                                       | Axcil Jefferies (2014)                                    |